# Комар Ольга Анатоліївна
О́льга Анато́ліївна Кома́р (нар. 7 жовтня 1959 року, Умань) — педагог, доктор педагогічних наук (2011), професор (2013), відмінник освіти України.

## Біографічні дані
Народилася 7 жовтня 1959 року в Умані.
У 1982 році закінчила Уманський педагогічний інститут, де й працює з 1986 року: з 2013 року — завідувач кафедри фахових методик та інноваційних технологій у початковій  школі. З 1984 по 1986 рік працювала вчителем.
У 1996 році захистила кандидатську дисертацію в Українському державному педагогічному університеті ім. М. П. Драгоманова, а у 2011 році — докторську, в Черкаському національному університеті ім. Б. Хмельницького.

## Наукова робота
Основний напрям наукових досліджень вченої — проблеми підготовки майбутніх учителів початкової школи.
Авторка і співавторка понад 180 друкованих праць, зокрема монографій, навчальних посібників, методичних рекомендацій та статей у вітчизняних і закордонних виданнях. Ініціаторка проведення всеукраїнських та міжнародних наукових і науково-практичних конференцій. В.о. заступника головного редактора фахового видання «Психолого-педагогічні проблеми сільської початкової школи».
Була експертом у проєкті ЄС «Підвищення ефективності управління професійно-технічною освітою на регіональному рівні в Україні», провела понад 200 тренінгів з педагогами різних рівнів освітніх закладів України.
За період існування наукової школи Комар О. А. підготовано 3 кандидатів наук; опубліковано 3 монографії, 3 навчальних посібники; отримано 2 патенти, проведено 1 міжнародну та 10 всеукраїнських конференцій, 12 семінарів.

### Основні праці
За ЕСУ:
- Підготовка майбутніх учителів початкової школи до застосування інтерактивних технологій. — Умань, 2008;
- Інтерактивна технологія в підготовці майбутніх учителів початкової школи: теорія і практика. — Умань, 2010;
- Інноваційні технології у підготовці сучасного вчителя: навч. посіб. — Чк., 2012 (співавтор)[1].

## Нагороди
- Грамота Міністерства освіти та науки України;
- Нагрудний знак «Відмінник освіти України»;
- Дипломом лауреата премії імені народного учителя О. А. Захаренка.

Учасниця IX й XI міжнародних виставок навчальних закладів у Києві; обидва рази відзначена почесним дипломом за особистий творчий внесок у вдосконалення процесу навчання й виховання молоді.

## Джерело
- Б. А. Якимчук. Комар Ольга Анатоліївна // Енциклопедія сучасної України / ред. кол.: І. М. Дзюба [та ін.] ; НАН України, НТШ. — К. : Інститут енциклопедичних досліджень НАН України, 2014. — Т. 14 : Кол — Кос. — 767 с. — ISBN 978-966-02-7304-7.